# Jean de Tours
Jean de Tours (ou Jean de Villule) (né à Tours avant 1070, mort en 1122), médecin et chapelain de Guillaume le Conquérant, fut nommé évêque de Wells en Angleterre. La Couronne lui ayant octroyé pour sa consécration le riche monastère de Bath, il y établit le nouveau siège de son diocèse. Il fit reconstruire l'église de Bath en une grande cathédrale, aujourd'hui disparue. Il dota la cathédrale d'une grande bibliothèque, et obtint du roi Henri le droit de foire pour sa ville de Bath.

## Biographie

### Sa jeunesse
Natif de Tours, Jean était un médecin angevin au service de Guillaume le Conquérant, qu'il assista à son trépas en 1087. Le chroniqueur Guillaume de Malmesbury le qualifie de « médecin fort habile, non par science, mais de pratique. » Ordonné prêtre à Tours, il devint le médecin du duc Guillaume, sans pourtant avoir spécialement étudié cet art. Le surnom de Villula, apocryphe, n'apparaît qu'en 1691 : il s'agit vraisemblablement d'une erreur de lecture dans l'acte de consécration épiscopal.

### Évêque de Bath

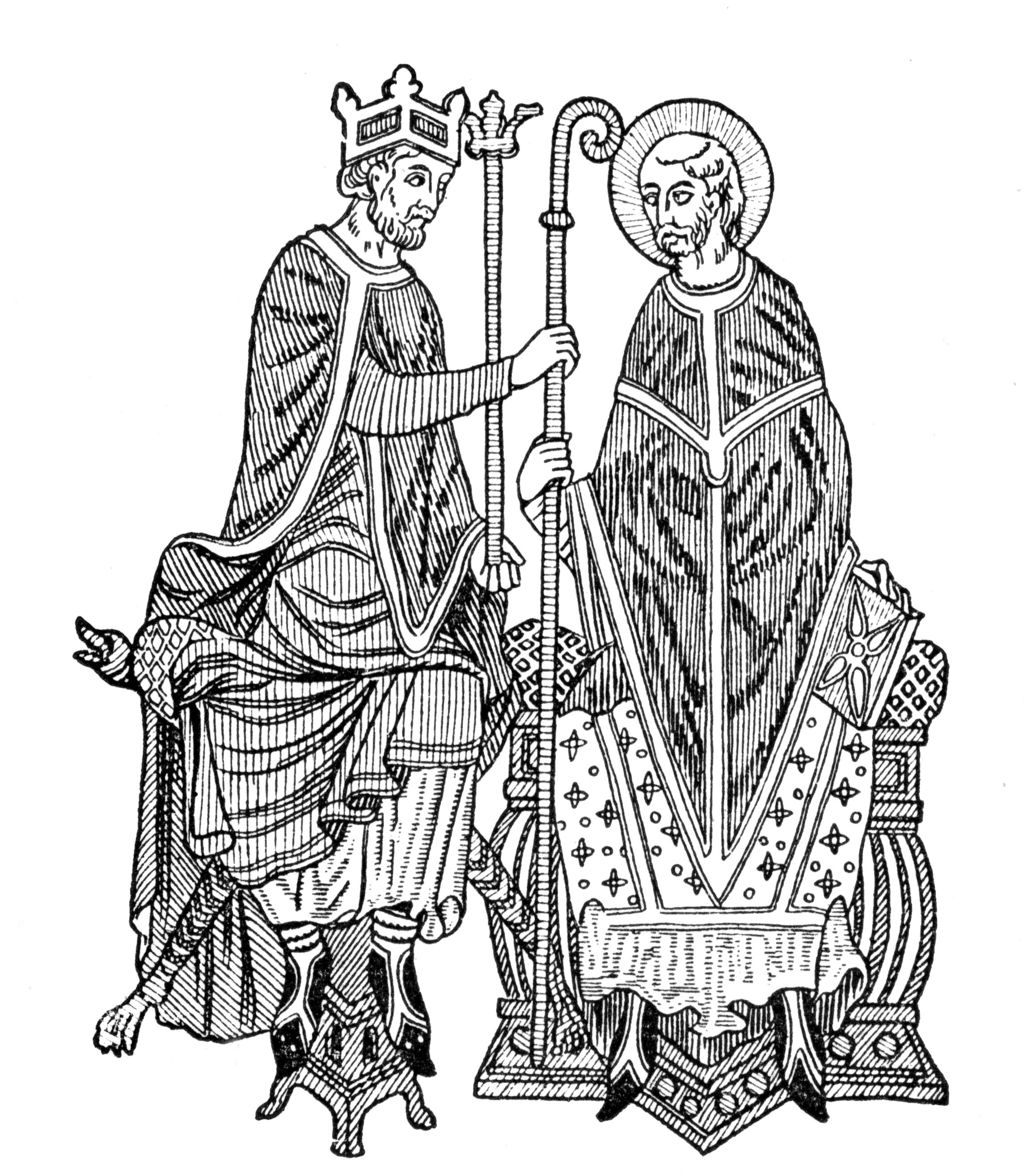
Gravure représentant l'Investiture d'un ecclésiastique par le roi, tirée de Mediaeval and Modern History de Philip Van Ness Myers (1905).

Jean fut nommé évêque de Wells en 1088 par Guillaume le Roux, fils et successeur de Guillaume Ier. La consécration de l'évêque eut lieu au mois de juillet, à Canterbury par l'archevêque de Cantorbéry, Lanfranc. Il devait certainement sa nomination au désir du monarque de récompenser le médecin qui avait soigné son père.
Peu après sa consécration, Jean racheta au roi les terres de l’Abbaye de Bath, ainsi que la ville de Bath. On ignore si Jean a racheté la ville au roi, ou si celui-ci lui en a fait donation. L’Abbaye venait de perdre son abbé Alfsige et elle détenait, d'après le Domesday Book, d'importants apanages en ville et alentour. C'est la richesse de cette abbaye qui aurait incité Jean à briguer la direction du monastère. Avec l'achat de la ville de Bath, Jean obtenait le droit de battre monnaie qui y était attaché. Vers 1090 il transféra le siège du diocèse à l’abbaye de Bath,, sans doute pour accroître les revenus de sa chaire, car Bath était une riche abbaye, alors que Wells était resté un fief misérable ; toutefois si Guillaume de Malmesbury voit dans ce transfert l'expression d'un attrait pour les terres de l’abbaye, c'est un trait de cette époque de rapprocher les chefs-lieux de diocèse des grands centres urbains. Jean fit par la même occasion de l’abbaye de Bath son chapitre cathédral : ainsi le diocèse serait administré par des moines plutôt que par les chanoines de Wells.
Jean fit reconstruire l'église abbatiale de Bath, qui avait été endommagée lors des révoltes de Robert de Montbray : le nouvel édifice n'était dépassé en taille que par les cathédrales d'Ely, de Norwich et de Winchester. L'actuelle cathédrale de Bath n'occupe qu'une portion des terrains où se dressait naguère la cathédrale de Jean. L'évêque anglo-normand réforma l’administration de son diocèse : il délégua des archidiacres et mit sur pied une cour de justice pour les procès ecclésiastiques. Ses tentatives de reforme déchaînèrent les protestations du chapitre, mais Jean paraît les avoir ignorées. À Wells, on lui reprocha la dissolution de la communauté de chanoines instituée par son prédécesseur.
En 1092, il prit part à la cérémonie de consécration de la cathédrale de Salisbury, et en 1094 célébra la consécration de l'abbaye de Battle. À l'avènement de Henri Ier d'Angleterre, Jean, moyennant le versement de 500 livres d'argent en droits d'enregistrement, obtint confirmation de ses droits sur la ville de Bath. En 1102, il obtint du roi Henri le droit de foire pour Bath le jour de la Saint Pierre. Il dota la cathédrale de Bath d'une grande bibliothèque, et peu à peu les moines se réconcilièrent avec leur évêque. Jean, cependant, continua de garder pour lui le bénéfice des terres de l’abbaye.

### La querelle des investitures
Jean était l'un des partisans du duc Guillaume dans la querelle qui l'opposa à Anselme de Cantorbéry au ban royal de la Pentecôte 1097, qui fut l'un des premiers épisodes de la querelle des Investitures en Angleterre. Sous le règne du roi Henri, qui succéda à son frère Guillaume le Roux en 1100, Jean ainsi que Robert Blouet, l’évêque de Lincoln, consacra les abbés que le roi avait investis. Jean participa au Concile de Londres (1102) : cette assemblée, convoquée par Anselme, promulgua la réforme du clergé.

### Postérité
Jean mourut en décembre 1122 (la date reçue par la tradition est le 29 décembre), frappé d’apoplexie à la fin d'un banquet, et fut inhumé en la cathédrale de Bath,.
Sous son épiscopat, les moines de Bath se firent une renommée d'érudition, bien que lui-même n'eût rien d'un lettré. Guillaume de Malmesbury le décrit comme un homme généreux et affable, malgré son attitude inflexible envers les chanoines de Wells, qu'il traita d'abord par le mépris en confisquant leurs terres et en détruisant les édifices diocésains de Wells. Ce même chroniqueur ajoute qu'il était porté sur la boisson et peu enclin à la modération, mais d'une forte constitution. Hildebert, un laïc occupant les fonctions de chancelier du diocèse et de prévôt de Wells (charge héréditaire), était probablement le frère de Jean : il bénéficiait d'une part considérable des revenus de la terre de Wells. Un archidiacre du diocèse, prénommé lui aussi Jean, était sans doute un neveu de l'évêque.